# Красна Зорька (Березинський район)
Красна Зорька (біл. вёска Красная Зорька) — село в складі Березинського району Мінської області, Білорусь. Село підпорядковане Богушевицькій сільській раді, розташоване в східній частині області.